# François-Auguste Parseval-Grandmaison
Pour les articles homonymes, voir Parseval et Grandmaison.
François-Auguste de Parseval, seigneur de Grandmaison,, né le 7 mai 1759 à Paris où il est mort le 7 décembre 1834, est un poète français. Il est le frère cadet du mathématicien Marc-Antoine Parseval.

## Biographie
Il se destine tout d'abord à la peinture, qu'il étudie auprès du peintre David. Ruiné par la Révolution, il parvient à gagner sa vie comme portraitiste pendant la Terreur.
S'étant rallié à Napoléon, en l'honneur duquel il compose plusieurs poèmes, il est nommé membre de la Commission des sciences et des arts qui accompagne Bonaparte lors de la campagne d'Égypte en 1798.
Il est chargé pendant quelques mois de la direction de la douane à Suez.
Élu membre de l'Académie française en 1811, il se consacre à la composition d'une épopée à laquelle il travaille plus de vingt ans. Lorsque Philippe Auguste, poème héroïque en douze chants paraît en 1826, cette célébration de la bataille de Bouvines compte dix mille alexandrins.
Il est inhumé au cimetière du Père-Lachaise à Paris (11e division).

## Œuvres
- Poésies diverses composées en Égypte, en Angleterre et en France (1803)
- Les Amours épiques, poème en six chants, contenant la traduction des épisodes sur l'amour composés par les meilleurs poëtes épiques (1804)
- La Garantie (1804)
- La Naissance du roi de Rome (1811)
- Le Mariage de Napoléon (1819)
- Philippe-Auguste, poème héroïque en douze chants (1825)

Il ne reste aujourd'hui de Parseval-Grandmaison plus rien de son œuvre, si ce n'est ce méchant quatrain, écrit à l'adresse du jeune Victor Hugo et qui se veut une parodie du vers hugolien :
Où, ô Hugo, cherchera-t-on ton nom ?

Justice enfin faite que ne t’a-t-on ?

Quand donc au corps qu’Académie on nomme

Grimperas-tu, de roc en roc, rare homme ?
Il semble que le premier vers ait été plutôt le suivant : "Où, ô Hugo, hûchera-t-on ton nom ?" (= jusqu'où hissera-t-on ton nom)

## Sources
- Domenico Gabrielli, Dictionnaire historique du cimetière du Père-Lachaise XVIIIe et XIXe siècles, Paris, éd. de l'Amateur, 2002, 334 p. (ISBN 978-2-85917-346-3, OCLC 49647223, BNF 38808177)

## Filmographie
- Parseval-Grandmaison apparaît dans le film Adieu Bonaparte de Youssef Chahine (1985)